# Freddy Frewer
Freddy Frewer,  eigentlich Fred Karl Frewer (* 29. Oktober 1938 in Windhoek, Südwestafrika, heute Namibia), ist ein deutschnamibischer Radiomoderator, Musikexperte und Schauspieler.

## Leben
Frewer moderiert seit 1982 beim Deutschen Hörfunkprogramm der NBC. Bekannt sind seine Klassiksendungen (wie die „Klingenden Kostbarkeiten“), die Frewer seit Jahrzehnten auf dem Sender präsentiert. Als junger Mann war der gebürtige Windhoeker nach Deutschland gegangen, um dort Musik und Schauspiel zu studieren. Anschließend spielte er unter anderem in Heidelberg Theater und arbeitete als Inspizient am Theater Chur. In den 1970er-Jahren trat er auch in Fernsehproduktionen in Deutschland und Südafrika als Darsteller auf. 
1966 ging Frewer zurück nach Windhoek, wo er das Musikgeschäft seines Vaters übernahm und zugleich als Schauspieler und Regisseur zu arbeiten begann. Ab den frühen 1980er-Jahren baute Frewer das deutsche Hörfunkprogramm bei der damaligen South West African Broadcasting Corporation (deutsch auch Südwestafrikanischer Rundfunk) mit auf, agierte als Sprecher für Nachrichten, Hörspiele und Kulturproduktionen. Nach 21 Jahren und mehreren Tausend Ausgaben seiner Klassikshows ging er 2003 in den Ruhestand.